# Epitola badura
Epitola badura är en fjärilsart som beskrevs av Kirby 1890. Epitola badura ingår i släktet Epitola och familjen juvelvingar. Inga underarter finns listade i Catalogue of Life.